# Carl Ciarfalio
Carl Nick Ciarfalio (født 12. november 1953 i Alhambra, Californien, USA) er en amerikansk stuntmand og skuespiller.

## Priser og nomineringer
- Stuntman Award (1985) for Best Fight Sequence on Television
- Nominering: Screen Actors Guild Awards (2013) for Outstanding Action Performance by a Stunt Ensemble in a Motion Picture[2]